# 学校法人梅光学院
学校法人梅光学院（がっこうほうじんばいこうがくいん）は、山口県下関市にある日本の学校法人。

## 概説
梅光学院は、1872年（明治5年）にアメリカ人改革派宣教師のスタウト夫妻により長崎市に開設された英語塾「スタージェス・セミナリー」（後に「梅香崎女学校」）を始祖とし、下関の「光城女学院」との合併により、1914年に「下関梅光女学院」が誕生した。元々は設立教育機関の全てが女子校であり法人名も「学校法人梅光女学院」であったが、2001年の開学130年を機に大学の共学化し、法人名を「学校法人梅光学院」に変更された。2022年には梅光学院開学150周年を迎えた。

## 沿革
- 1872年 - アメリカ・オランダ改革派教会の宣教師ヘンリー・スタウト、夫人エリザベス・スタウトが長崎に私塾を開設
- 1879年 - 服部章蔵が下関に赤間関光塩英学校を開設
- 1884年 - 来日した婦人宣教師メリー・E・ブロカウがスティール・アカデミー（1892年頃より東山学院）の女子学校を整備した。後にスタージェス・セミナリー(Steurges Seminary)日本名を梅香崎女学校となった
- 1890年 - 梅香崎女学校となる。齋藤實徳が初代日本人校長に就任

- 1891年 - 光塩英学校と光陵女学校が合併し、山口英和女学校となる
- 1892年 - 山口英和女学校が光城女学院と改名される
- 1914年 - 梅香崎女学校と光城女学院が合併して下関梅光女学院が誕生
- 1941年 - 財団法人下関梅光女学院設立
- 1951年 - 学校法人梅光女学院大学・高等学校・中学校を設立
- 1964年 - 東駅キャンパス（現在地）に梅光女学院短期大学開学（英米文学科）
- 1967年 - 梅光女学院大学開学。梅ヶ峠キャンパス
- 2001年 - 法人名を梅光学院と改称
- 2006年 - 梅光学院大学女子短期大学部閉学
- 2014年 - 下関開学100年周年を迎える
- 2022年 - 梅光学院開学150周年を迎える

## 設置機関
- 梅光学院大学
- 梅光学院高等学校
- 梅光学院中学校
- 梅光学院幼稚園

## スクールモットー
Ut filii lucis ambulate
光の子として歩みなさい（新約聖書 エフェソの信徒への手紙 5章8節）